# Аландо
Аландо (фр. Alando) насеље је и општина у Француској у региону Корзика, у департману Горња Корзика која припада префектури Кор.
По подацима из 2011. године у општини је живело 28 становника, а густина насељености је износила 9,18 становника/km². Општина се простире на површини од 3,05 km². Налази се на средњој надморској висини од 660 метара (максималној 1.040 m, а минималној 480 m).

## Демографија
| 1962. | 1968. | 1975. | 1982. | 1990. | 1999. | 2011. |
| ----- | ----- | ----- | ----- | ----- | ----- | ----- |
| 50    | 51    | 42    | 38    | 15    | 23    | 28    |

График промене броја становника у току последњих година